# Hellmuth Tschörtner
Hellmuth Tschörtner (* 1. September 1911 in See, Landkreis Rothenburg/Ob. Laus.; † 3. April 1979 in Leipzig) war ein deutscher Grafiker, Grafikdesigner und Buchgestalter.

## Leben
Tschörtner begann seine Ausbildung 1930 bei dem Gebrauchsgrafiker Fred Gravenhorst (1896–1977) in Leipzig. Ende 1932 zog er nach Liberec in die ČSR und arbeitete dort unter anderem als Bühnenbildner für das Stadttheater. Von 1935 bis 1937 besuchte er die Deutsche Kunstschule in Liberec. 1938 ging er nach Leipzig zurück. Dort war er als Grafiker bei der Graphischen Kunstanstalt G. Rebner & Co. tätig. Von 1939/1940 besuchte er parallel die Abendschule der Akademie für graphische Künste und Buchgewerbe. Von 1940 bis 1945 nahm er als Soldat der Wehrmacht am Zweiten Weltkrieg teil.
Nach der Entlassung aus der Kriegsgefangenschaft arbeitete er ab 1945 freischaffend in Leipzig, vor allem als Schrift- und Buchgestalter. 1949 illustrierte er für die Büchergilde Gutenberg die Erzählungen Die Menschen haben gesiegt von Maxim Gorki.
Tschörtner entwarf zahlreiche Stahlstich-Schriftkarten für den Oberlausitzer Kunstverlag und Plakate für das Leipziger Messeamt und das Leipziger Gewandhaus und Bucheinbände und Schutzumschläge für den Insel-Verlag Leipzig, den Neumann-Verlag Radebeul, den Paul List Verlag und Edition Leipzig.
Für die Leipziger Ausstellung Schönste Bücher aus aller Welt gestaltete er 1968 den Sonderpreis Goldene Letter, eine vergoldete Nachbildung der Type a aus Gutenbergs Textura, und er entwarf u. a. auch Firmen-Logos.

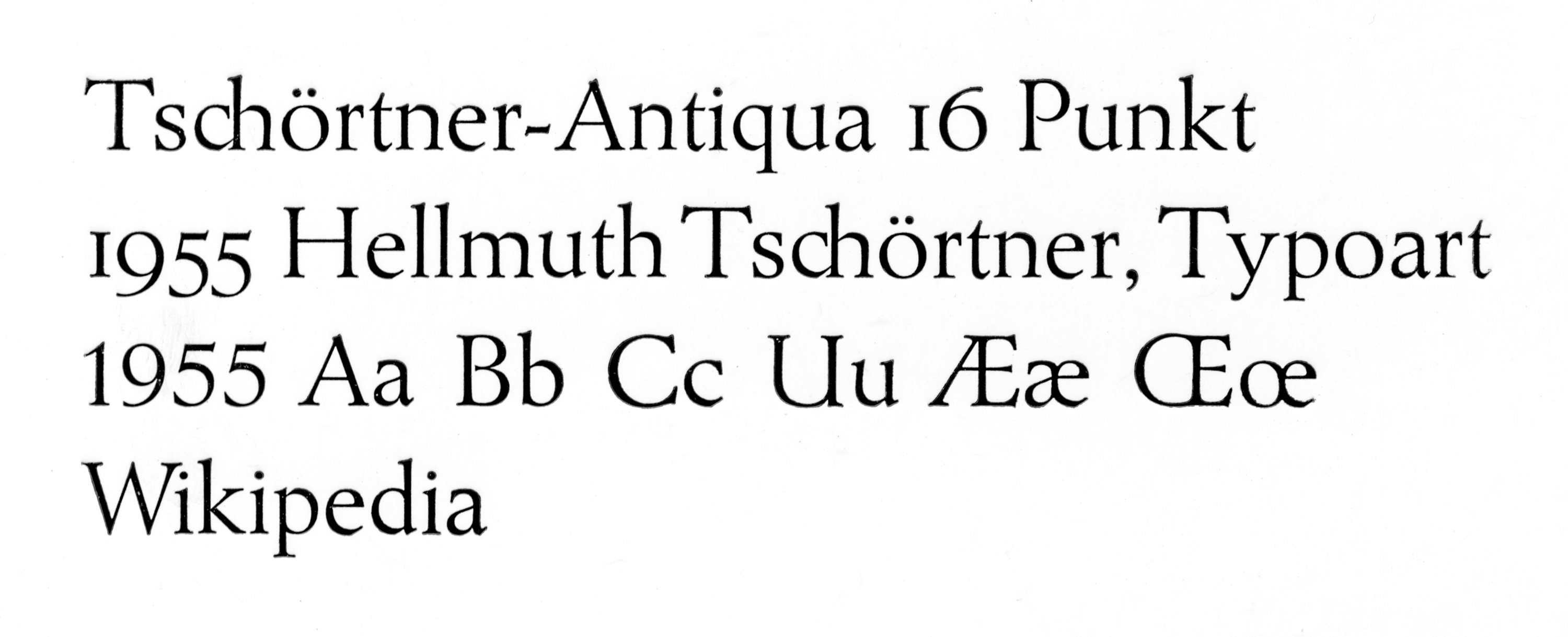
Originale Tschörtner-Antiqua, Bleisatz 16 Punkt

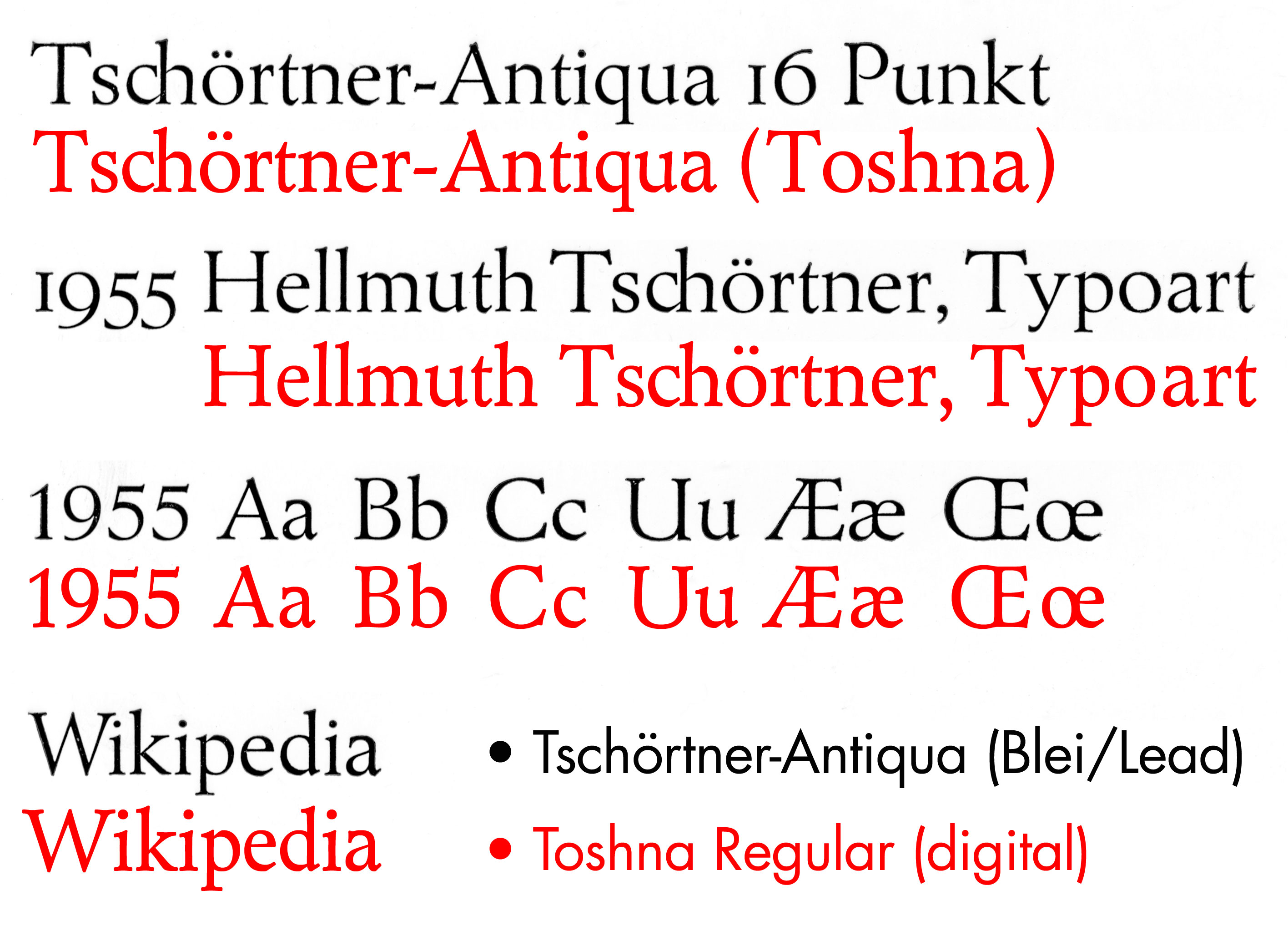
Ein Vergleich der Schriften zeigt erhebliche Unterschiede.

Anfang der 1950er begann Tschörtner auf Anregung von Horst Erich Wolter mit den Entwürfen zu einer Satzschrift, die schließlich 1955 als Tschörtner-Antiqua mit der dazugehörigen Tschörtner-Kursiv bei Herbert Thannhaeusers VEB Typoart Dresden/Leipzig für den Handsatz und die Linotype veröffentlicht wurde.
Tschörtner war Mitglied des Verbands Bildender Künstler der DDR.

## Ehrungen (Auswahl)
- 1959: Silbermedaille der Internationalen Buchkunst-Ausstellung iba, Leipzig
- 1973: Gutenberg-Preis der Stadt Leipzig (für „hervorragenden Leistungen auf dem Gebiet der Buchkunst“)
- 1978: Johannes-R.-Becher-Medaille in Gold
- mehrfach Auszeichnungen: Schönste Bücher der DDR

## Entwürfe von Logos
- Klischeeanstalt Rebner Co. Leipzig (1958)[2]
- Buchhandlung Genth, Leipzig (1958)[3]

## Ausstellungen (Auswahl)
- 1947: Leipzig, Museum der Bildenden Künste („Buch – Schrift – Werbekunst. Schau des graphischen Schaffens seit 1945“)
- 1958/1959, 1962/1963, 1972/1973 und 1977/1978: Dresden, Vierte und Fünfte Deutsche Kunstausstellung und VII. und VIII. Kunstausstellung der DDR
- 1962, 1965 und 1979: Leipzig, Bezirkskunstausstellungen
- 1965: Leipzig, Museum der Bildenden Künste („500 Jahre Kunst in Leipzig“)
- 1985: Berlin, Berliner Stadtbibliothek („Marken und Zeichen aus der DDR“)